# Ат-Таквир
Ат-Такви́р (араб. التكوير — Сжатие Вселенной) — восемьдесят первая сура Корана. Сура мекканская. Ниспослана между сурами Аль-Масад  и Аль-Аля. Состоит из 29 аятов.

## Содержание
В суре содержится описание событий, которые произойдут при и после наступления Судного часа. Подчеркивается значимость Корана и отводятся измышления и клевета, направленные против него (Мухаммеда)

 Когда солнце будет свёрнуто (или потеряет свое сияние, или будет выброшено), ۝ когда падут звёзды, ۝ когда горы будут сдвинуты с мест (или приведены в движение), ۝ когда верблюдицы на десятом месяце беременности останутся без присмотра, ۝ когда дикие звери будут собраны, ۝ когда моря запылают (или переполнятся; или опустеют; или перемешаются; или станут красными), ۝ когда души объединятся (праведники объединятся с праведниками, а грешники — с грешниками; или праведники соединятся с райскими гуриями, а неверующие — с дьяволами; или души соединятся с телами), ۝ когда зарытую живьём спросят, ۝ за какой грех её убили, ۝ когда свитки с деяниями рабов будут развёрнуты, ۝ когда небо будет сдёрнуто, ۝ когда Ад будет разожжён с новой силой, ۝ когда Рай будет приближен к праведникам, ۝ тогда познает душа, что она принесла. ۝ Но нет! Клянусь телами небесными — отступающими, ۝ передвигающимися и исчезающими! ۝ Клянусь ночью, когда она наступила (или отступила)! ۝ Клянусь рассветом, когда он забрезжил! ۝ Это — слова благородного посланца, ۝ обладателя силы при Владыке Трона, почитаемого, ۝ которому там (на небесах) повинуются, доверенного. ۝ Ваш товарищ (Мухаммад) не является одержимым. ۝ Он видел его (Джибрила) на ясном горизонте ۝ и не скупится передать сокровенное. ۝ Это — не речи дьявола изгнанного, побиваемого. ۝ Куда же вы направляетесь? ۝ Это — лишь Напоминание мирам, ۝ тем из вас, кто желает следовать прямым путём. ۝ Но вы не пожелаете этого, если этого не пожелает Аллах, Господь миров.
—  81:1—29 (Кулиев)